# Oldřich Stibor
Oldřich Stibor (16. března 1901, Řepiště u Frýdku-Místku, Rakousko-Uhersko – 10. ledna 1943, Brzeg, Polsko) byl český divadelní režisér.

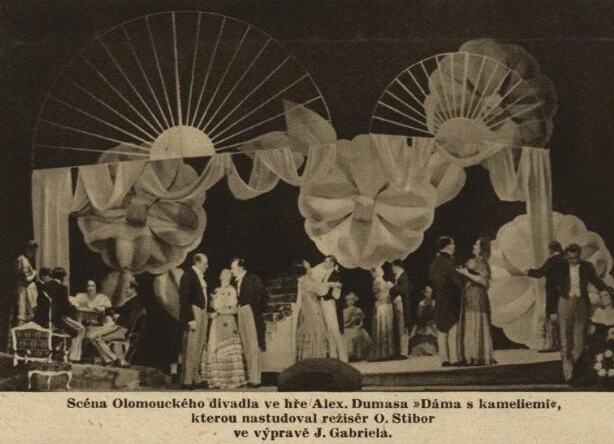
Dáma s kaméliemi, režie Oldřich Stibor, Olomouc, 1937

## Život

### Před příchodem k divadlu
Narodil se v Řepištích u Paskova jako jedno z dvojčat (bratr téhož roku zemřel). Otec Ludvík Stibor (1860–?) vlastnil usedlost, hospodu a povoznictví; matka Julie, rozená Adámková, se narodila roku 1866. Z osmi dětí rodiny Stiborových přežil dětství Oldřich Stibor a jeho dvě sestry.
V letech 1921–1923 vystudoval v Praze tři semestry práv, poté působil jako policejní úředník na okresním policejním ředitelství v Karviné. V dubnu 1925, když četnictvo zasáhlo v Orlové proti stávkujícím, z tohoto místa odešel a stal se redaktorem Moravskoslezského deníku.

### Profesionální divadelník
Od počátku divadelní sezóny 1928/1929 byl Oldřich Stibor zaměstnán v Národním divadle moravskoslezském v Ostravě. Poté, co z divadla odešel ředitel Miloš Nový, který Stibora zaměstnal, přešel koncem roku 1930 z Moravské Ostravy do Prahy.
Z několika konzervatoristů (včetně Františka Filipovského) sestavil malý herecký kolektiv Umělecké divadlo a stal se jeho hlavním režisérem. Od roku 1931 přešel do Studia Intimního divadla, vedeného Juliem Léblem, kde uvedl hru E. A. Poea Vražda v ulici Morgue. Rovněž zde uvedl hru Tak žijí mrtví, kterou sám napsal pod pseudonymem „V. R. Robs“.
Během svého života však působil nejdelší období jako divadelní režisér činohry v Olomouci (od 16. srpna 1931 do roku 1940), kam byl angažován ředitelem Stanislavem Langerem. V roce 1935 se Oldřich Stibor oženil s operní zpěvačkou Ludmilou Červinkovou (1908–1980).
Jednalo se o výrazného levicově orientovaného avantgadního umělce, silně ovlivněného tehdejšími dobovými vzory pocházejícími ze Sovětského svazu, který navštívil soukromě studijně v letech 1935 a 1936, kde se seznámil osobně mj. s režisérem A. J. Tairovem.

### Odboj a smrt
Za nacistické okupace byl členem ilegálního okresního komunistického vedení na Olomoucku. V dubnu 1940 oznámil tisk, že Oldřich Stibor s manželkou Ludmilou Červinkovou odcházejí z olomouckého divadla do Ostravy. V roce 1940 byl však Stibor zatčen a odsouzen za přípravu velezrady na 8 let; ve vězení zahynul.

## Památka
- V letech 1958–1991 po něm bylo pojmenováno olomoucké Divadlo Oldřicha Stibora, dnešní Moravské divadlo Olomouc
- Jeho busta od Stanislava Hanzlíka byla v roce 1970 umístěna v bývalém Smetanově divadle v Praze, nyní Státní opera Praha[9]
- Další busta Oldřicha Stibora je v Moravském divadle Olomouc[10]
- V roce 2016 o něm vyšla životopisná kniha Oldřich Stibor: Divadelní režisér a člověk[7]
- Ulice Oldřicha Stibora je v Olomouci a Řepišti

## Literární tvorba
- Cestou k ochotnickému jevišti (1932)
- Cestou k jevišti v SSSR (1935)